# Kudur-Mabuk
Kudur-mabuk, también Kuturmabuk, Kutur-mapuk y Kuturmapuk, fue un personaje histórico que conquistó la ciudad sumeria de Larsa, al frente de la cual colocó a su hijo Warad-Sin.
Su nombre es elamita, si bien se declaraba jefe de Yamutbal (o Emutbal), una región bajo control amorreo situada al este del río Tigris. Esto ha hecho pensar que Kudur-mabuk era amorreo y que esa región estaba en el siglo XIX a. C. bajo influencia de Elam. Es posible que incluso hubiera servido en los ejércitos elamitas.
No está claro si la conquista de Larsa fue un acto independiente de Kudur-mabuk o se hizo a instancias de Elam. En cualquier caso colocó a sus hijos en el trono. Su nombre se cita en los textos junto al de Warad-Sin (su primer hijo rey, el segundo fue Rim-Sin I), por lo que quizá ejerció una corregencia con él. La lucha por el control de Larsa comenzó ya durante el reinado de Silli-Adad. Incluso, se ha sugerido que éste pudo haber sido en realidad un vasallo de Kudur-mabuk, de manera que Silli-Adad hubiera gobernado tan sólo en Larsa, y Kudur-mabuk controlara los estados de Larsa. Esta teoría viene avalada porque Silli-Adad es deniminado énsi (gobernador) de Larsa, Ur, Lagash y el territorio de Kutalla. Por otro lado, Kudur-Mabuk fue el artífice de su derrocamiento.